# اوناکا (داکوتای جنوبی)
اوناکا(به انگلیسی: Onaka) شهری در ایالت داکوتای جنوبی کشور ایالات متحده آمریکا است که جمعیت آن در سرشماری سال ۲۰۱۰ میلادی، ۱۵ نفر بوده‌است.